# اضطراب تبدد الشخصية
اضطراب تبدد الشخصية  هو اضطراب عقلي يشعر فيه الشخص باستمرار أو بشكل متكرر بمشاعر تبدد الشخصية أو الاغتراب عن الواقع. يوصف تبدد الشخصية بالشعور بالانفصال عن الواقع أو الذات. قد يبلغ الأفراد عن شعورهم كما لو كانوا مراقبًا خارجيًا لأفكارهم أو أجسادهم، وغالبًا ما يبلغون عن شعورهم بفقدان السيطرة على أفكارهم أو أفعالهم. يوصف الاغتراب عن الواقع بأنه انفصال عن محيط المرء. يمكن للأفراد الذين يعانون من الغربة عن الواقع الإبلاغ عن إدراكهم للعالم من حولهم على أنه ضبابي، أو يشبه الحلم / سريالي، أو مشوه بصريًا.
يُعتقد أن اضطراب الاغتراب عن الواقع وتبدد الشخصية ناتج إلى حد كبير عن الصدمات الشخصية مثل إساءة معاملة الأطفال. ربطت تجارب الطفولة المبكرة السلبية -وخاصة الإساءة العاطفية والإهمال- بتطور أعراض تبدد الشخصية. قد تشمل المسببات التوتر الشديد ونوبات الهلع وتعاطي المخدرات. أولئك الذين يعانون من هذا الاضطراب يمكن أن يكونوا في حالة تبدد الشخصية طالما استمرت نوبة الهلع المنتظمة. ومع ذلك، في بعض المواقف المعينة، يمكن أن تستمر هذه الحالة الذهنية إما لساعات وأيام وربما حتى أسابيع في كل مرة.
تشمل المعايير التشخيصية لاضطراب تبدد الشخصية والغربة عن الواقع الشعور المستمر أو المتكرر بالانفصال عن العمليات العقلية أو الجسدية للفرد أو عن محيطه. يتم التشخيص عندما يكون الانفصال مستمرًا ويتعارض مع الوظائف الاجتماعية أو المهنية للحياة اليومية.
في حين اعتبر اضطراب الاغتراب عن الواقع وتبدد الشخصية نادرًا، إلا أن التجارب مدى الحياة معه تحدث في حوالي 1-2٪ من عامة السكان. يبلغ معدل انتشار الشكل المزمن للاضطراب ما بين 0.8 إلى 1.9٪. في حين أن النوبات القصيرة من تبدد الشخصية أو الاغتراب عن الواقع يمكن أن تكون شائعة بين عامة السكان، إلا أنه لا يشخص الاضطراب إلا عندما تسبب هذه الأعراض ضغوطًا كبيرة أو ضعفًا اجتماعيًا أو مهنيًا أو مجالات مهمة أخرى من الوظائف.

## الأعراض
تصنف أعراض هذا المرض بأحد شقين إما تبدد الشخصية أو الشعور بالغربة عن الواقع (تبدد الواقع). فيوصف مرض تبدد الشخصية بأنه الشعور بالانفصال أو بعد الشخص عن الجسم أو الأفكار أو العواطف. فالأفراد الذين يعانون من مرض تبدد الشخصية قد يكون شعورهم كما لو أنهم في حلم أو يشاهدون أنفسهم في فيلم ما. أو قد يشعرون وكأنهم مراقبين خارجيين لأفكارهم الخاصة أو لأجسامهم، وغالباً مايوصف شعورهم بفقدان السيطرة على الأفكار أو التصرفات التي يقومون بها. في بعض الحالات، قد يكون الأشخاص غير قادرين على تقبل انعكاساتهم كما لو أنها ليست لهم، أو قد يكون لديهم تجارب بالخروج عن أجسادهم. في حين أن تبدد الشخصية هو شعور بالانفصال عن الذات، بالمقابل فإن شعور الغربة عن الواقع (أو تبدد الواقع) هو الانفصال عن الواقع والمحيط الخارجي. ويصف الأشخاص الذين يعانون من الشعور بالغربة عن الواقع بأنهم يرون العالم من حولهم ضبابياً كأنهم في حلم والمحيط من حولهم خيالات.
بالإضافة إلى أعراض اضطراب تبدد الشخصية-الشعور بالغربة عن الواقع المذكورة فقد تنشأ لدى المصابين به اضطرابات داخلية أخرى يمكن أن تؤدي إلى الاكتئاب، أو إيذاء النفس وعدم تقدير الذات ونوبات قلق وهلع والرهاب الاجتماعي وغيرها من الأعراض. كما يمكن أن يسبب هذا الاضطراب مجموعة مختلفة من الأعراض الجسدية بما في ذلك ألم في الصدر وضبابية الرؤية والغثيان والشعور بدبابيس أو إبر في الذراعين أو الساقين.

## التشخيص
تشمل المعايير التشخيصية لاضطراب تبدد الشخصية-الشعور بالغربة عن الواقع من بين الأعراض الأخرى مشاعر مستمرة أو متكررة بالانفصال عن العمليات العقلية أو الجسدية التي تحدث في الواقع المحيط. تُُشَخَّص الحالة عندما يكون هناك تفارق واضح ومستمر ومتداخل مع الوظائف الاجتماعية والمهنية في الحياة اليومية. وبالرغم من ذلك، فمن الصعب إيجاد وصف دقيق لهذه الأعراض، وذلك يعود لطبيعة الشخصيات التي تعاني من هذا الاضطراب، والذين يعانون من غموض باستخدام اللغة عندما يحاولون وصف أي حادثة.

## الأسباب
يعتقد إلى حد كبير أن اضطراب تبدد الشخصية-تبدد الواقع ناجم عن أحداث قاسية ومؤلمة كان لها الوقع الكبير في حياة الشخص، بما في ذلك الإساءة في مرحلة الطفولة أو الحوادث والكوارث الطبيعية كالحروب والتعذيب، أو بعض العادات السيئة كالإدمان على المخدرات أو الاعتماد على مواد كيميائية.
من غير الواضح فيما إذا كانت الجينات تلعب دورا في حدوث هذا الاضطراب، ولكن هناك العديد من التغيرات الكيميائية العصبية والهرمونية لدى الأشخاص الذين يعانون من اضطراب تبدد الشخصية. وعادة مايرتبط هذا الاضطراب مع اضطرابات معرفية في وقت مبكر من عمليات الإدراك والانتباه.

## العلاج
على الرغم من أن هذا الاضطراب هو تغيير في التجارب الذاتية للواقع المحيط، إلا أنه لا يعد شكلاً من أشكال الذهان. بالتالي فإن الذين يعانون من هذا الاضطراب لديهم القدرة على التمييز بين خبراتهم الداخلية الخاصة وبين الواقع في العالم الخارجي. حتى في حال استمرار حالة اضطراب تبدد الشخصية يستطيع المعانون من هذا الاضطراب التمييز بين الواقع والخيال؛ بمعنى آخر فإن فهمهم وإدراكهم للواقع لايزال مستمراً في جميع الأوقات.

## اقرأ أيضاً
- متلازمة الايمان بالذات
- تبدد الشخصية
- تبدد الواقع
- إرهاق عاطفي